# Sporisorium hwangense
Sporisorium hwangense är en svampart som beskrevs av Vánky & C. Vánky 2000. Sporisorium hwangense ingår i släktet Sporisorium och familjen Ustilaginaceae.   Inga underarter finns listade i Catalogue of Life.